# Tosilus arroyo
Tosilus arroyo är en kräftdjursart som beskrevs av J. L. Barnard 1966. Tosilus arroyo ingår i släktet Tosilus och familjen Pardaliscidae. Inga underarter finns listade i Catalogue of Life.